# Hôtel de Goulard
L’hôtel de Goulard est un ancien hôtel particulier construit au XVIIIe siècle, de la ville de Lectoure (Gers), ainsi appelé du nom de ses premiers propriétaires, la famille de Goulard, puis successivement « maison Gauran », « maison Domingon », « maison Castéra » et « maison Gardeil », son dernier propriétaire. Il abrite depuis 2003 les thermes de Lectoure.

## Situation
L’hôtel de Goulard, le plus vaste de Lectoure, occupe le côté est de l’ancienne place d’Armes, aujourd’hui place Boué de Lapeyrère. L’entrée se fait au nord, par une cour d’honneur précédée d’un portail, 125 rue Nationale. La partie sud de l’hôtel est rue de l’Abbé-Tournier.

## Histoire

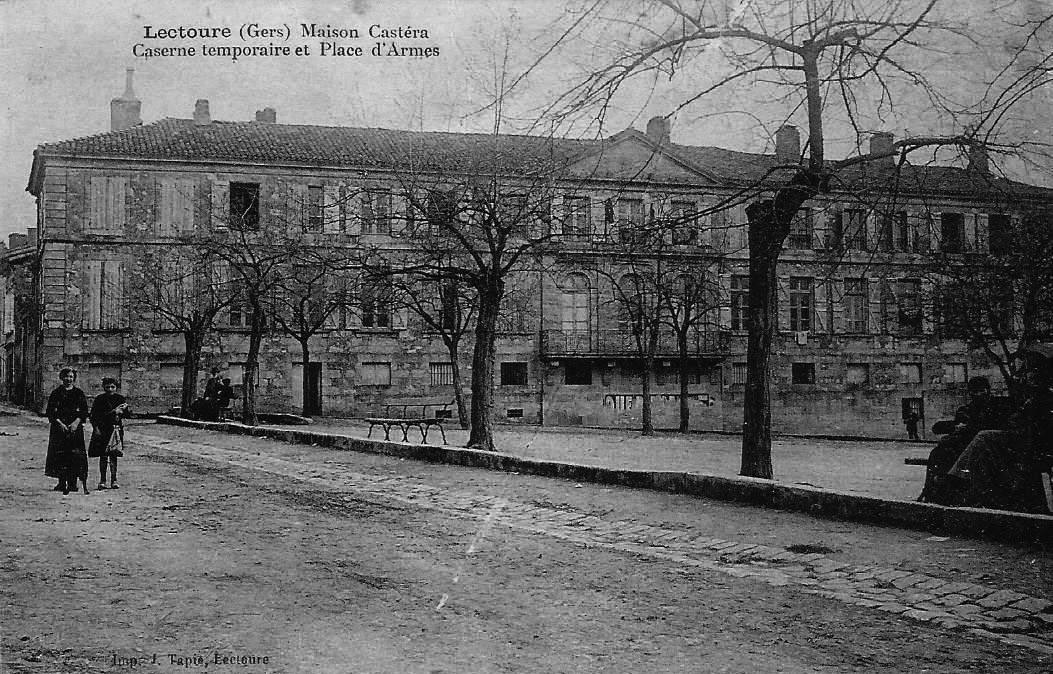
L’hôtel Goulard, dit « maison Castéra », au début du XXe siècle

L’hôtel est construit au XVIIIe siècle par Noble Guilhaume de Goulard, Major de la ville, chevalier de Saint-Louis, capitaine de cavalerie. Le 27 septembre 1720, il épouse Jeanne Devaux, fille du premier président. Leur petite-fille Marie-Josèphe épouse, le 27 octobre 1784, Me Jean Gauran (1746-1815), lieutenant particulier au présidial et sénéchal d’Armagnac. Leur fille épouse le 30 juin 1809 Jean-Jacques Domingon-Lassus, d’Escatalens. Domingon, ancien colonel de lanciers, possède quatre juments blanches qu’il attelle « à la d’Aumont » à ses nombreuses voitures. Il possède une meute de chiens et son salon, où il reçoit tous les jours, est l’un des plus courus de Lectoure. L’hôtel reste « maison Domingon » jusqu’à la Première Guerre mondiale. La maison Domingon, devenue « maison Castéra » et caserne temporaire, est ensuite acquise par le biscuitier Gardeil, qui installe sa biscuiterie dans la cour donnant sur la rue de l’Abbé-Tournier.
Après la Seconde Guerre mondiale, la « maison Gardeil » sert d’internat pour les filles du collège Maréchal-Lannes, et certaines salles servent de salles de cours avant 1967, date où le nouveau lycée ouvre ses portes. L’ancienne biscuiterie est remplacée par la caserne des pompiers.

### Centre thermal
Découverte en 1979, avec un forage de 1000 mètres de profondeur, la source a fait l’objet d’études qui ont confirmé en 1989 ses qualités thermales pour le traitement des rhumatismes.

## Architecture

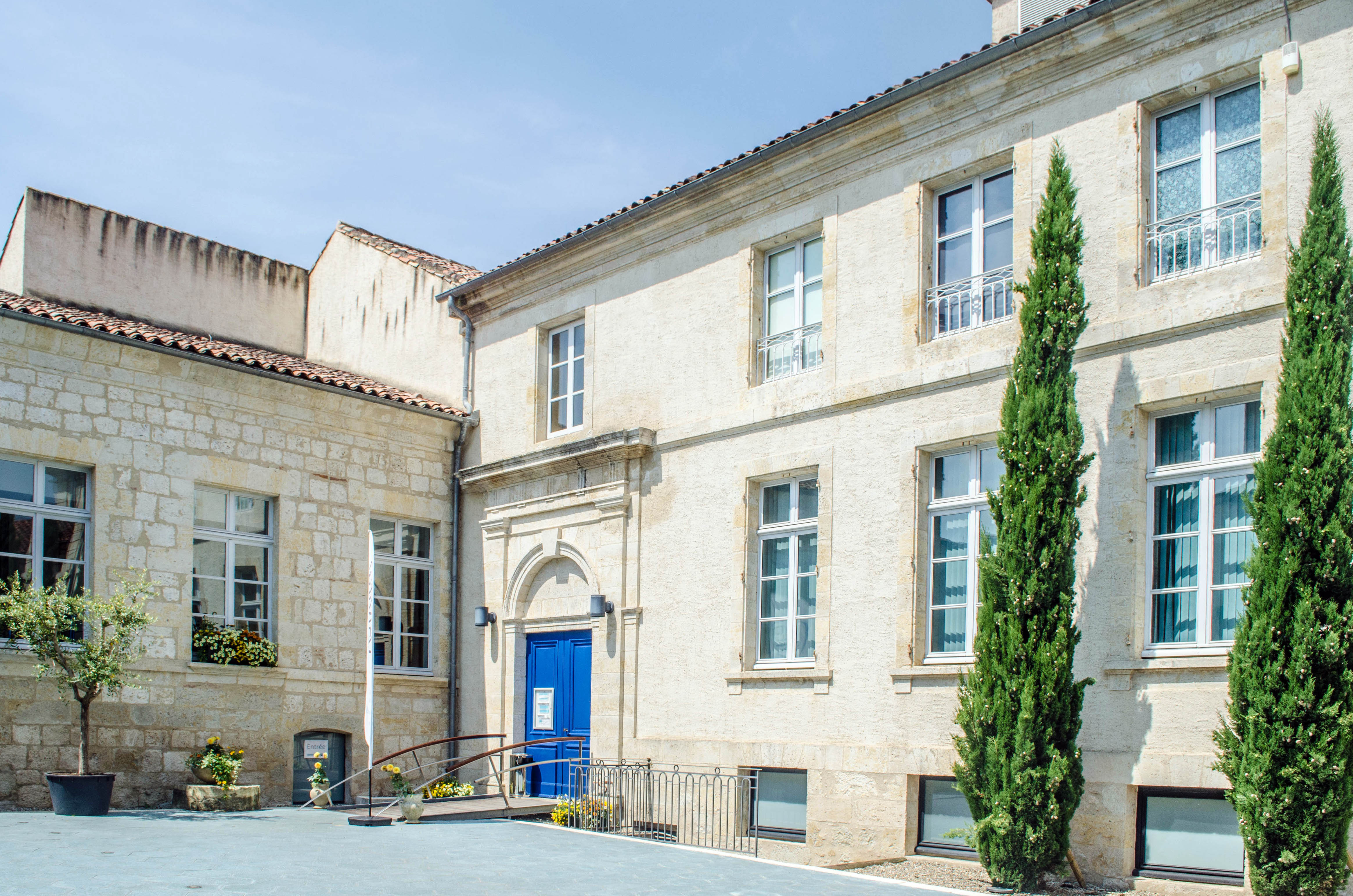
Cour nord

L’hôtel de Goulard consiste en un long corps de logis principal rectangulaire, en pierre de taille et moëllons crépis, dont la longue façade ouest se développe symétriquement avec deux étages principaux sur un soubassement relativement bas au nord, plus haut au sud, rachetant la pente du terrain. Ce soubassement est clairement constitué de caves et de pièces de service voûtées, éclairées par des baies carrées. Au centre, un avant-corps en faible saillie est constitué par trois travées de fenêtres, en plein cintre au premier étage et réunies par un balcon en ferronnerie. Un fronton triangulaire couronne cet avant-corps. La porte centrale au rez-de-chaussée est d’une extrême simplicité et malgré la monumentalité de l’ensemble de la façade, témoigne que ce n’est pas l’entrée principale de l’édifice. Sept travées de fenêtres se déploient de part et d’autre du corps central (deux travées aveugles à l’extrémité nord, une côté sud). De simples bandeaux de pierres appareillées marquent les étages.
Au milieu de ce corps principal, une aile se détache vers l’est, délimitant une cour d’honneur au nord côté rue Nationale, et une cour de communs au sud sur la rue de l’Abbé-Tournier. La cour d’honneur s’ouvre par un portail monumental. De part et d’autre de ce portail, les murs sont couronnés de merlons prismatiques à doubles rampants, éléments décoratifs sans rapport avec une quelconque défense militaire. Le portail lui-même se compose de deux piliers carrés, avec une voussure oblique, soutenant un entablement plat surmonté d’un fronton à double volute portant au centre un merlon identique à ceux des murs. L’entrée d’honneur de l’hôtel donne sur le corps principal par un portail de style classique, surmonté d’une arcade en plein cintre et d’un entablement à triglyphes.
L’aménagement intérieur a été totalement modifié par l’installation du centre thermal.
L’établissement est relié depuis 2016 par un tunnel à l’hôtel des Doctrinaires, situé de l’autre côté de la rue Nationale, destiné à accueillir la clientèle des curistes.